# Тринкль, Ханнес
Ханнес Тринкль (нем. Hannes Trinkl, род. 1 февраля 1968 года, Штайр) — австрийский горнолыжник, призёр Олимпийских игр, чемпион мира, победитель этапов Кубка мира. Специализировался в скоростных дисциплинах.
В Кубке мира Тринкль дебютировал 7 декабря 1991 года, в декабре 1993 года одержал свою первую в карьере победу этапе Кубка мира, в супергиганте. Всего имеет на своём счету 6 побед на этапах Кубка мира, 5 в скоростном спуске и 1 в супергиганте. Лучшим достижением в общем зачёте Кубка мира, является для Тринкля 5-е место в сезоне 1993/94.
На Олимпийских играх 1994 года в Лиллехаммере занял 6-е место в скоростном спуске, так же стартовал в супергиганте, но не добрался до финиша.
На Олимпийских играх 1998 года в Нагано завоевал бронзовую медаль в скоростном спуске, 0,12 секунды уступив, ставшему вторым норвежцу Лассе Кьюсу, и лишь 0,01 секунды выиграв, у занявшего четвёртое место швейцарца Йюрга Грюненфельдера.
За свою карьеру участвовал в четырёх чемпионатах мира, на чемпионате мира 2001 года завоевал золотую медаль в скоростном спуске.
Использовал лыжи производства фирмы Head. Завершил спортивную карьеру в 2004 году. После этого стал вице-президентом австрийской горнолыжной федерации, работает судьёй на этапах Кубка мира.

## Победы на этапах Кубка мира (6)
| № | Сезон   | Дата            | Место     | Дисциплина           |
| - | ------- | --------------- | --------- | -------------------- |
| 1 | 1993/94 | 12 декабря 1993 | Лех       | Супергигант          |
| 2 | 1993/94 | 29 декабря 1993 | Бормио    | Скоростной спуск     |
| 3 | 1993/94 | 4 марта 1994    | Аспен     | Скоростной спуск (2) |
| 4 | 1999/00 | 4 декабря 1999  | Лэйк-Луиз | Скоростной спуск (3) |
| 5 | 1999/00 | 15 марта 2000   | Бормио    | Скоростной спуск (4) |
| 6 | 2001/02 | 2 марта 2002    | Квитфьель | Скоростной спуск (5) |